# Seal Rock
Seal Rock az Amerikai Egyesült Államok északnyugati részén, Oregon állam Lincoln megyéjében elhelyezkedő önkormányzat nélküli település.
Névadója az azonos nevű sziklacsoport, melynek legnagyobb tagja a 6,1 méteres tengerszint feletti magasságon fekvő Fóka-szikla, ahol egykor borjúfókák és Steller-oroszlánfókák pihentek. A település nevének csinúk nyelvű jelentése „fókák otthona”.
Egykor itt volt a Corvallis & Yaquina Bay postakocsi-útvonal végállomása. 1887-ben három utcasaroknyi szálloda épült, azonban a fejlesztések megrekedtek, az építő cég tulajdonjoga pedig Thomas Egenton Hogg vasútépítőhöz került. A posta 1890-ben nyílt meg.
Az azonos nevű régészeti lelőhely szerepel a történelmi helyek jegyzékében.

## Fordítás
- Ez a szócikk részben vagy egészben  a   Seal Rock, Oregon című angol Wikipédia-szócikk ezen változatának fordításán alapul.  Az eredeti cikk szerkesztőit annak laptörténete sorolja fel. Ez a jelzés csupán a megfogalmazás eredetét és a szerzői jogokat jelzi, nem szolgál a cikkben szereplő információk forrásmegjelöléseként.